# Tricladium anomalum
Tricladium anomalum är en svampart som beskrevs av Ingold 1944. Tricladium anomalum ingår i släktet Tricladium och familjen Helotiaceae.   Inga underarter finns listade i Catalogue of Life.